# Charybdis japonica
Charybdis japonica — вид крабів родини Portunidae.

## Поширення
Вид природно поширений біля узбережжя Японії, Кореї та Малайзії, але став інвазивним видом в Новій Зеландії та Адріатичному морі.

## Опис
Charybdis japonica має гексагональний, увігнутий карапакс завдовжки близько 12 см, від блідо-зеленого до оливкового забарвлення.